# Adaptació teatral
Una adaptació teatral és la conversió d’un text no dramàtic en un text dramàtic o en materials per a una posada en escena eventual en qualsevol dels llenguatges escènics possibles. Per a Patrice Pavis, hom pot parlar també de dramatització sense oblidar mai, però, que es tracta de procediments que, amb la seva especificitat, són aplicables a terrenys com el de la dansa i, fins i tot, el circ.
Altres manifestacions espectaculars, com ara l’òpera, han estat i són un camp propici per a adaptacions, adés de textos narratius, adés —i amb molta freqüència— de textos dramàtics. Com a exemples nostrats hi ha òperes com ara Canigó, d’Antoni Massana (1934), amb llibret de Josep Carner sobre l’obra homònima de Jacint Verdaguer, o La filla del rei Barbut, de Matilde Salvador (1943), amb llibret de Manuel Segarra a partir del relat Tombatossals, de Josep Pasqual i Tirado.
Hi ha, a més, una important gamma de possibilitats acollida sota el concepte adaptació. Per exemple, el mateix Pavis indica que la traducció no seria sinó una forma d’adaptació, ja que el traductor, més enllà de la simple transposició del text dramàtic d'una llengua a una altra, acostuma a introduir-hi variacions de tipus cultural, social, etc., per acostar el text resultant als receptors potencials. De forma semblant, el treball dramatúrgic fet sobre un text per facilitar una posada en escena concreta no seria sinó una adaptació, més o menys intensa segons l'enfocament que el director atorga al seu muntatge.
Tot i això, el terme se sol reservar per a les dramatúrgies de textos no dramàtics, majoritàriament narratius. Es tracta d'una pràctica molt sovintejada tot al llarg de la història del teatre, ja que una gran part dels textos dramàtics tenen arrels en relats transmesos per la tradició (adaptacions de mites i llegendes, per exemple) o en obres d’autors coneguts. I no hi manca tampoc la confluència de totes dues possibilitats en un mateix text (Arnau de Rodolf Sirera, 1984). Cal afegir-hi que els materials poden ser de tipus literari o no: el teatre històric ha emprat tradicionalment no tan sols històries clàssiques (un gènere narratiu, al capdavall), com s'esdevé en les tragèdies sobre la història d’Anglaterra escrites per Shakespeare, sinó també materials històrics en sentit estricte, en què el que més es valora és la interpretació o l'exposició del passat (En Companys, Josep Maria Muñoz i Pujol, 1981), encara que aquesta sigui entesa més aviat com una narració (la història com a relat), com a Quatre històries d’amor per a la reina Germana (Manuel Molins, 1981).

## Tècniques
L’adaptació de textos narratius exigeix estratègies molt diverses en funció, lògicament, del mateix text de partença. Un bon resum dels possibles mètodes a emprar el trobem en Sanchis Sinisterra (2003). Però cal tenir en compte, en primer lloc, les diferències notables que existeixen entre el llenguatge narratiu (o el poètic) i el dramàtic; diferències que ja són plantejades a la Poètica d’Aristòtil. Les dificultats del procés poden comprovar-se tot estudiant les propostes d’adaptació d’un text narratiu clàssic de la nostra literatura: Tirant lo Blanc. L'extensió i la complexitat d’aquesta novel·la, que supera amb escreix les limitacions materials d’un text dramàtic (o d'una posada en escena), poden apreciar-se en les versions de Maria Aurèlia Capmany (1974) i Josep Maria Benet i Jornet (1989). En aquesta mena d’adaptacions, l’èxit depèn en bona part de no deixar-se endur per la faula i donar més força teatral a la construcció dels personatges i a la representació de les seves contradiccions.
Més enllà de la dramatúrgia de textos narratius no podem oblidar que hi ha altres formes d’adaptació. En primer lloc, la dels textos poètics, en què es pot optar per potenciar-ne els possibles aspectes narratius o, altrament, per tractar de convertir en imatges escèniques les emocions i les sensacions que la poesia proposa. Alguns poetes, com ara Joan Salvat-Papasseit, Salvador Espriu o Vicent Andrés Estellés, han donat peu, en efecte, a espectacles de gran bellesa i força teatral.
Igualment, podem trobar adaptacions de textos que no tenen cap pretensió estètica, sinó que provenen, per exemple, del llenguatge periodístic, científic, publicitari, de l’àmbit privat (correspondència, diaris…), del forense, etc. En aquests casos, el treball del dramaturg va més enllà de la transposició i opera habitualment a partir de la selecció i el muntatge dels materials. N’és una mostra el teatre document, que pot utilitzar exclusivament aquesta mena de materials o, com és més habitual en el teatre català, combinar-los amb uns d'una altra mena (generalment, literaris, preexistents o escrits ex professo). La gamma de possibilitats aquí és també molt àmplia, segons el nivell de manipulació dels materials originaris i segons la incorporació de textos «no documentals». Les diferències poden apreciar-se fàcilment tot comparant Preguntes i respostes sobre la vida i la mort de Francesc Layret… (Maria Aurèlia Capmany i Xavier Romeu, 1970) amb Salvat-Papasseit i la seva època (Ricard Salvat, 1981). Finalment podem trobar adaptacions al teatre de films, com la que va fer Gerard Vàzquez el 1999 de la pel·lícula La strada, de Federico Fellini.

## Història
En el nostre teatre hi ha el recurs sistemàtic als materials narratius en la pràctica totalitat del teatre medieval, construït argumentalment a partir de l’Antic Testament, els Evangelis (canònics i apòcrifs) o els reculls hagiogràfics, en especial la Llegenda daurada, de Iacopo da Varazze. Fins i tot hi ha casos, com ara la Passió de Cervera, que en el primer terç del segle xvi serà reelaborada (readaptada, doncs) per introduir-hi, sobre la prèvia adaptació de materials dels Evangelis, fragments provinents de Lo passi en cobles, passió en vers escrita a les acaballes del segle xv.
L’adaptació continuarà practicant-se de manera sistemàtica en el teatre religiós: Comèdia de santa Bàrbara, de Vicent Garcia (primer quart del s. xvii) o la Comèdia dels pastorells menorquina (final del s. xviii o principis del xix), de temàtica nadalenca. L’adaptació de materials narratius és, també, a la base de l'escriptura d’autors en llengua castellana, com ara Guillem de Castro, que recorrerà sovint al romancer de tema carolingi (El nacimiento de Montesinos) o cidià (Las mocedades del Cid). També hi ha en aquesta època reelaboracions de mites clàssics, de relats històrics de l’antiguitat (La gran Semíramis, de Cristòfor de Virués) o d’obres dramàtiques grecollatines (l’Amfitrió de Timoneda). Mereix un esment especial, òbviament i pel que fa a l’aprofitament de materials clàssics, la Lucrècia de Joan Ramis (1769).
Durant el segle xix, les adaptacions dramàtiques fetes en català seran deutores dels plantejaments teatrals romàntics: el drama històric, tal com el teoritzà Francisco Martínez de la Rosa el 1830, tot partint de la clàssica distinció aristotèlica entre teatre i història (Apuntes sobre el drama histórico), i com podem comprovar —per exemple— en els drames històrics i en les tragèdies de Víctor Balaguer.
Amb la major obertura durant el segle xx del nostre teatre a les dramatúrgies occidentals, el concepte adaptació adquirirà pes com a traducció en el sentit indicat abans. El teatre històric basat en relats o textos preexistents continuarà conreant-se, però a poc a poc guanyaran més força les traduccions, com ara les fetes per Josep Maria de Sagarra del gros de l’obra de Shakespeare, especialment rellevants per la transposició dels recursos poètics i retòrics de Shakespeare al català. Més enllà d’aquesta manera d’entendre l’adaptació hi ha exemples ben interessants i acordats amb la definició més usual: Antígona de Salvador Espriu (1939), l’acció de la qual l’autor situa en el seu temps. Espriu és també autor de Fedra (1937), a partir de l’obra teatral homònima de Llorenç Villalonga (1932). El tema de Fedra, en fi, serà reprès pel mateix autor el 1978 amb Una altra Fedra, si us plau. Cal recordar, a més, que Primera història d’Esther (1948) parteix de la història bíblica i juga hàbilment amb el metateatre, un recurs d’eficàcia provada des del principi de la història teatral, ja que dona peu a les paròdies teatrals (una forma també d’adaptació dels textos parodiats). Com no podia ser d'una altra manera, un text fonamental de les lletres catalanes del segle xx, com la novel·la La plaça del Diamant, de Mercè Rodoreda, ha originat diverses adaptacions teatrals, com la del director Joan Ollé (2004) i la de Josep Maria Benet i Jornet (2007).
Durant els anys cinquanta i seixanta del segle passat, el coneixement del teatre de Bertolt Brecht i de les seves tècniques tindrà un paper essencial en l'extensió del concepte adaptació, ja que, com és ben sabut, Brecht emprarà sistemàticament els mecanismes adaptadors en la majoria de la seva producció, cosa que deixarà empremta en bona part del teatre dels darrers quaranta anys. Ara com ara, l’adaptació dramàtica s'enriqueix amb la inclusió de nous llenguatges i noves tecnologies (F@ust 3.0 de La Fura dels Baus, 1999), mentre que les institucions com el Teatre Nacional de Catalunya han apostat per la dramatúrgia de textos narratius des de la meitat de la primera dècada del 2000. En qualsevol cas, el rigor i la solvència de les adaptacions i les traduccions teatrals al català han estat reforçats per l’activitat de grans especialistes com Xavier Bru de Sala i per la tasca de les facultats de traducció dels Països Catalans.